# 3e cérémonie des Boston Online Film Critics Association Awards
La 3e cérémonie des Boston Online Film Critics Association Awards (BOFCA Awards), décernés par la Boston Online Film Critics Association, a eu lieu le 6 décembre 2014, et a récompensé les films sortis dans l'année,.

## Palmarès

### Top 10
1. Snowpiercer, le Transperceneige (설국열차)
2. Under the Skin
3. Boyhood
4. Only Lovers Left Alive
5. Mister Babadook (The Babadook)
6. Deux jours, une nuit
7. Birdman
8. Calvary
9. Inherent Vice
10. Selma

### Catégories
Meilleur film
- Snowpiercer, le Transperceneige (설국열차)

Meilleur réalisateur
- Alejandro González Iñárritu pour Birdman

Meilleur acteur
- Brendan Gleeson dans Calvary

Meilleure actrice
- Marion Cotillard dans Deux jours, une nuit

Meilleur acteur dans un second rôle
- Edward Norton dans Birdman

Meilleure actrice dans un second rôle
- Tilda Swinton dans Snowpiercer, le Transperceneige (설국열차)

Meilleure distribution
- Birdman

Meilleur scénario
- Calvary – John Michael McDonagh

Meilleure photographie
- Birdman – Emmanuel Lubezki

Meilleur montage
- Edge of Tomorrow – James Herbert et Laura Jennings

Meilleure musique originale
- Under the Skin – Mica Levi

Meilleur film en langue étrangère
- Deux jours, une nuit –  Belgique

Meilleur film d'animation
- La Grande Aventure Lego (The Lego Movie)

Meilleur film documentaire
- Life Itself